# Khí tổng hợp

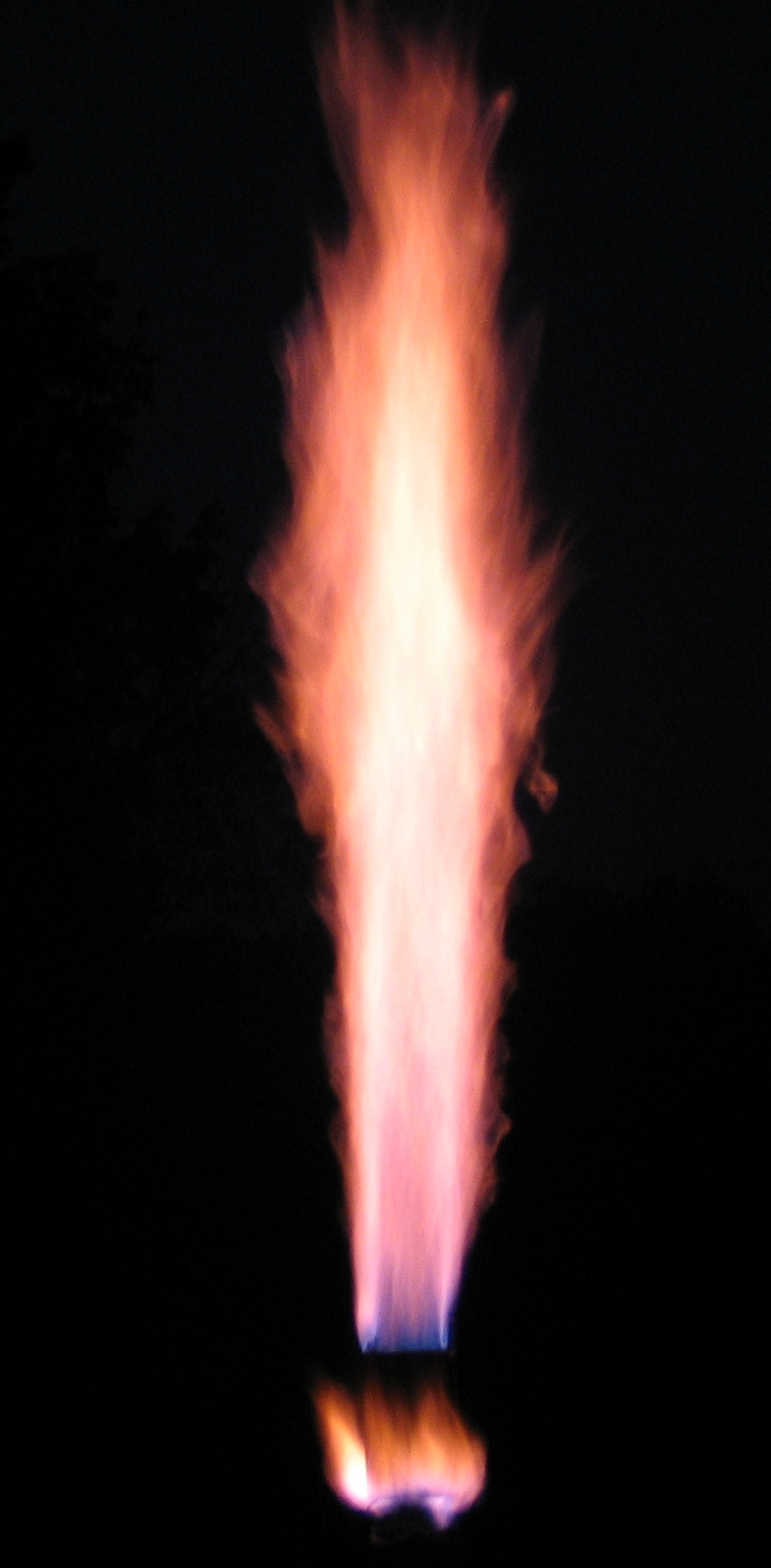
Khí gỗ, một loại khí tổng hợp đang cháy

Khí tổng hợp là một loại hỗn hợp khí nhiên liệu chứa chủ yếu là hydro, cacbon monoxit, và nhiều khi cả một chút Cacbon dioxide. Cái tên này tới từ công dụng của nó như là một chất trung gian trong việc tạo ra khí tự nhiên tổng hợp và để sản xuất amonia hoặc methanol. Khí tổng hợp thường là một sản phẩm của quá trình khí hóa và ứng dụng chính là sản xuất điện. Khí tổng hợp thì dễ cháy và thường được sử dung làm nhiên liệu của động cơ đốt trong. Nó có ít hơn một nửa mật độ năng lượng so với khí tự nhiên.
Khí tổng hợp có thể được sản xuất từ nhiều nguồn bao gồm khí tự nhiên, than đá, sinh khối hoặc hầu như bất cứ nguyên liệu hydrocarbon nào, bởi phản ứng với hơi nước, cacbon dioxide hoặc oxi. Khí tổng hợp là một nguồn trung gian tối quan trọng để sản xuất hydro, amonia, methanol, và nhiên liệu hydrocarbon tổng hợp. Khí tổng hợp cũng được sử dụng là chất trung gian trong sản xuất xăng tổng hợp để sử dụng làm nhiên liệu hoặc dầu bôi trơn thông qua quy trình Fischer–Tropsch và trước đó là quy trình methanol sang xăng của Mobil.
Các phương pháp sản xuất bao gồm phương pháp steam reforming khí tự nhiên hoặc hydrocarbon lỏng để sản xuất hydro, khí hóa than đá, sinh khối, và ở trong một số dạng dụng cụ khí hóa khí thải chuyển hóa thành năng lượng.